# Lokve
Lokve (italsky Loque) je vesnice a správní středisko stejnojmenné opčiny v Chorvatsku v Přímořsko-gorskokotarské župě. Nachází se asi 7 km jihozápadně od Delnice a asi 38 km severovýchodně od Rijeky. V roce 2011 žilo v Lokve 584 obyvatel, v celé opčině pak 1 049 obyvatel.
Opčina zahrnuje celkem 7 trvale obydlených vesnic.
- Homer – 272 obyvatel
- Lazac Lokvarski – 18 obyvatel
- Lokve – 584 obyvatel
- Mrzla Vodica – 16 obyvatel
- Sleme – 104 obyvatel
- Sopač – 39 obyvatel
- Zelin Mrzlovodički – 16 obyvatel

Nejdůležitější silnicí v opčině je silnice D3. Vesnice leží u říčky Lokvarky, která je přítokem blízkého Lokevského jezera (Lokvarsko jezero).